# Melicope pendula
Melicope pendula är en vinruteväxtart som beskrevs av Thomas Gordon Hartley. Melicope pendula ingår i släktet Melicope och familjen vinruteväxter. Inga underarter finns listade i Catalogue of Life.